# Kiều Hưng
NSƯT Kiều Tất Hưng  (* 1937, Hanoj) je vietnamský zpěvák, který zpívá komunistické revoluční písně (nhạc đỏ). V letech 1968–1972 studoval na Kyjevské národní konservatoři a v roce 1991 absolvoval Moskevskou státní konzervatoř. Za své vynikající umělecké působení, za svou věrnost ideálům socialismu a svůj pozitivní postoj vůči oficiálnímu vládnoucímu režimu byla jmenován Zasloužým umělcem.